# Abortiporus
Abortiporus es un género de hongos de la familia Meruliaceae. El género ampliamente distribuido contiene tres especies.  Las especies del género crecen en la madera de frondosas y coníferas, ya sea solas o alrededor de tocones y árboles vivos. Provoca una pudrición blanca en la madera muerta y una pudrición blanca del tronco en la madera viva. El género fue circunscrito en 1904 por William Alphonso Murrill.  El nombre genérico se deriva del latín abortus (desarrollo detenido de cualquier órgano) y del griego antiguo πόρος.